# Abd ar-Rahman Ibrahim
Abd ar-Rahman Ibrahim (ur. 25 lipca 1981 w Doha lub Chasawiurt) – katarski zapaśnik walczący w obu stylach. Zajął jedenaste miejsce na mistrzostwach świata w 2019. Piąty na igrzyskach azjatyckich w 2018 i dziesiąty w 2014. Piąty na mistrzostwach Azji w 2014. Mistrz arabski w 2010, 2012, 2013 i 2015. Wicemistrz igrzysk panarabskich w 2011. Siedemnasty na igrzyskach wojskowych w 2019. Brązowy medalista igrzysk frankofońskich w 2013 roku.